# Salomé avec la tête de saint Jean-Baptiste (Le Caravage, Madrid)
Pour les articles homonymes, voir Salomé avec la tête de saint Jean-Baptiste.
Salomé avec la tête de saint Jean-Baptiste (en italien Salomè con la testa del Battista) est un tableau de Caravage peint vers 1609  et conservé au palais royal de Madrid. Le même sujet est représenté dans le tableau Salomé avec la tête de saint Jean-Baptiste peint deux ans plus tôt (1607) et conservé à la National Gallery de Londres.

## Historique
L’œuvre date des toutes dernières années de la vie de Caravage, qui a fui Rome en 1606 pour se réfugier à Naples et à Malte. Le tableau est identifié en 1657 dans l'inventaire des biens de García de Avellaneda y Haro, comte de Castrillo et vice-roi de Naples ; le comte emporte sans doute le tableau lorsqu'il quitte Naples pour regagner l'Espagne, pour en faire ensuite cadeau au roi Felipe IV comme l'atteste la présence du tableau dans l'inventaire de l'Alcázar de Madrid en 1666 — et désormais dans la collection du Palais royal qui succède à l'Alcázar.